# Concours Eurovision de la chanson 1986
- Pays participants
- Pays ayant participé dans le passé

Göteborg 1985 Bruxelles 1987
Le Concours Eurovision de la chanson 1986 fut la trente-et-unième édition du concours. Il se déroula le samedi 3 mai 1986, à Bergen, en Norvège. Il fut remporté par la Belgique, avec la chanson J'aime la vie, interprétée par Sandra Kim, âgée alors de treize ans et à jamais la plus jeune gagnante de l'histoire du concours. La Suisse termina deuxième et le Luxembourg, troisième.

## Organisation
La Norvège, qui avait remporté l'édition 1985, se chargea de l’organisation de l’édition 1986.
L'organisation du concours fut source d'un sentiment de fierté nationale partout en Norvège. Par conséquent, la plupart des villes norvégiennes soumirent leur candidature, avant que Bergen ne l'emporte. La télévision publique norvégienne dégagea un budget fort élevé, afin de présenter la Norvège sous son meilleur jour au reste du monde.

## Pays participants
Vingt pays participèrent au trente-et-unième concours.
L'Italie et la Grèce se désistèrent. La première, sans en donner la raison ; la seconde, parce que le concours tombait le jour du Samedi Saint orthodoxe. Les Pays-Bas et la Yougoslavie firent leur retour. Enfin, l'Islande fit ses débuts, ayant désormais établi une connexion satellite fixe avec le reste de l'Europe.

## Format

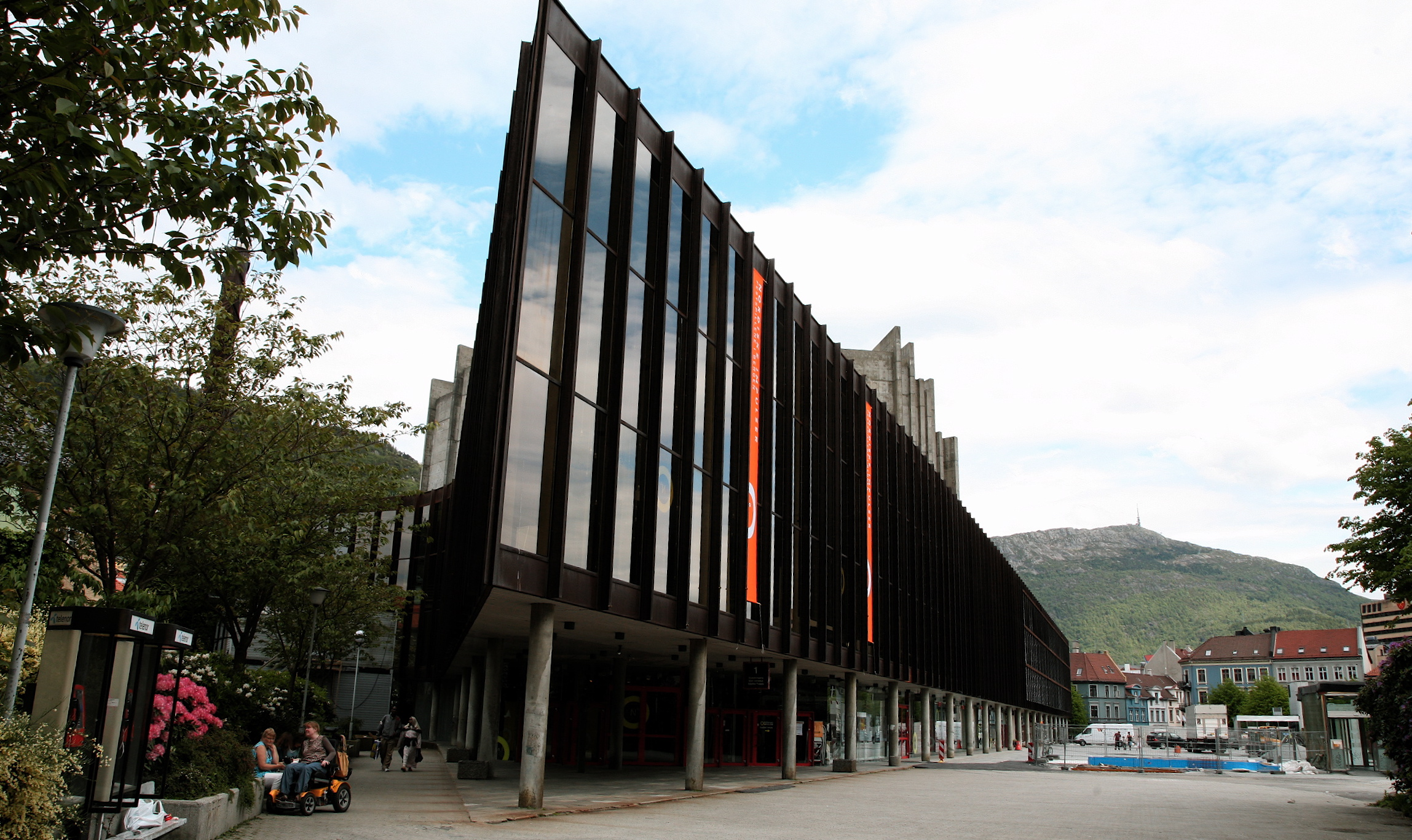
Le Grieghallen, à Bergen.

Le concours eut lieu au Grieghallen, à Bergen, salle de concert inaugurée en 1978 et baptisée en l'honneur du compositeur Edvard Grieg.
L’orchestre prit place à gauche de la scène, sur un podium séparé, étagé en gradins. Le pupitre du superviseur était installé dans le public, au pied d'un écran géant, du même côté que l'orchestre. Le tableau de vote se trouvait à droite de la scène. Cette dernière consistait en un vaste podium surélevé de forme irrégulière, bordé de néons lumineux créant un dégradé allant du bleu au rose. L'accès à la scène se faisait par un escalier de neuf marches, bordées de lumières bleues et roses. Cet escalier était surmonté d'une arche mobile. L'arche et les autres éléments du décor reproduisaient des cristaux de roche géants, translucides et illuminés de l'intérieur. L'ensemble de la scène prit des couleurs bleues, roses et orange, selon les prestations.
Le programme dura près de deux heures et quarante-deux minutes.
La présentatrice de la soirée fut Åse Kleveland. Elle s’adressa aux téléspectateurs en anglais et en français. Le premier costume qu'elle porta était une robe incrustée de diamants, spécialement réalisée pour l'occasion et pesant pas moins de 6,8 kg.
L'orchestre était dirigé par Egil Monn-Iversen.
Des membres de la famille royale norvégienne étaient présents dans la salle. En l'occurrence, le prince héritier Harald, la princesse héritière Sonja et leurs deux enfants, la princesse Märtha Louise et le prince Haakon Magnus.

## Ouverture
L’ouverture du concours débuta par une vidéo, présentant des vues touristiques des fjords norvégiens. Ces vues étaient mêlées à des peintures des mêmes paysages. La vidéo se termina sur des vues de Bergen et du Grieghallen. Les murs de la salle s'écartèrent alors et dévoilèrent la scène.
Åse Kleveland fit son entrée et salua les téléspectateurs en anglais, en français et en allemand. Elle interpréta un court morceau, intitulé « Welcome to Music ». L'orchestre joua ensuite un extrait du Te Deum de Marc-Antoine Charpentier, sur lequel Åse Kleveland chanta : « Soon, we will know who'll be the best in the Eurovision Song Contest. »
Åse Kleveland fit ensuite les présentations d'usage, en débutant par ces mots : « The Olympic Games and the Eurovision Song Contest have at least one thing in common, and that is : the important thing is not to win but to participate. » Elle ajouta également : « For those of you who have followed Norway's course through the history of the Eurovision Song Contest, you will know that it has been quite thorny, in fact. So, imagine our joy when last year we finally won, and the pleasure we feel today. »

## Cartes postales
Les cartes postales débutaient par une vidéo touristique sur la Norvège, s'achevant sur le drapeau du pays participant. Apparaissait alors une véritable carte postale, sur laquelle était écrit dans la langue nationale du pays : « Salutations de la Norvège à [nom du pays] ». Les noms des auteurs et compositeurs, ainsi que le titre de la chanson s'écrivaient ensuite sur la carte. Enfin, les interprètes apparaissaient à l'écran, avec en arrière-fond, la vidéo touristique.
Åse Kleveland introduisit elle-même les interprètes et les chefs d'orchestre, en donnant quelques explications supplémentaires sur eux et en tenant dans sa main, une reproduction miniature du drapeau du pays participant.

## Chansons
Vingt  chansons concoururent pour la victoire.
La chanson luxembourgeoise, L'Amour de Ma Vie, fut la 500e chanson à être présentée au concours.
Le représentant norvégien, Ketil Stokkan, se fit accompagner sur scène par deux danseurs, Jonny Nymoen et Olav Klingen. Nymoen, déguisé en femme, fut le premier acte travesti de l'histoire du concours.

## Première controverse
La représentante autrichienne, Timna Brauer, était de confession juive. Après sa sélection par la télévision publique autrichienne, il y eut de nombreux appels dans les médias et l'opinion publique israélienne pour qu'elle se retire du concours. Les protestations étaient en effet nombreuses en Israël, à la suite de l'élection, cette année-là, de Kurt Waldheim à la présidence autrichienne. La révélation de sa carrière dans la Wehrmacht et de son implication dans l'occupation nazie de la Yougoslavie avaient suscité un vaste scandale. Timna Brauer décida malgré tout de concourir et termina finalement dix-huitième.

## Chefs d'orchestre
| Rolf Soja    | Nikica Kalogjera | Jean-Claude Petit    | Egil Monn-Iversen    | Gunnar þórðarson | Harry van Hoof |
| ------------ | ---------------- | -------------------- | -------------------- | ---------------- | -------------- |
| - Luxembourg | - Yougoslavie    | - France             | - Danemark - Norvège | - Islande        | - Pays-Bas     |
| Melih Kibar  | Eduardo Leiva    | Atilla Şereftuğ      | Yoram Zadok          | Noel Kelehan     | Jo Carlier     |
| - Turquie    | - Espagne        | - Suisse             | - Israël             | - Irlande        | - Belgique     |
| Hans Blum    | Martyn Ford      | Richard Österreicher | Anders Berglund      | Ossi Runne       | Colin Frechter |
| - Allemagne  | - Chypre         | - Autriche           | - Suède              | - Finlande       | - Portugal     |

Seule la délégation anglaise n'eut pas recourt à l'orchestre fourni par la NRK.
Martyn Ford rejoignit Elpída sur scène durant sa prestation et encouragea le public à battre la mesure en rythme avec l'orchestre. Quant à Ossi Runne, il reçut une ovation spéciale, car il fêtait sa vingtième participation au concours.

## Entracte
Le spectacle d'entracte débuta par un clip vidéo, tournée la semaine précédant le concours. La chanteuse Sissel Kyrkjebø et le musicien Steinar Ofsdal en étaient les deux protagonistes principaux. Ils furent montrés, parcourant ensemble les rues et places de Bergen. Ofsdal joua de l'accordéon, de la flûte et du violon. Kyrkjebø chanta un pot-pourri de chansons chères au cœur des habitants de Bergen, intitulé Bergenssangen et débutant par Udsikter fra Ulriken. La vidéo s'acheva sur un coup de canon, dévoilant Kyrkjebø sur la scène. Elle chanta alors en direct Nystemten, puis fut rejointe par Steinar Ofsdal. Tous deux reçurent une ovation debout du public dans la salle.

## Coulisses
Durant le vote, la caméra fit de nombreux plans sur les artistes à l’écoute des résultats. Apparurent notamment Sandra Kim, Ingrid Peters, Monica Törnell, Daniela Simons, le groupe Luv Bug, Sherisse Laurence et Doris Dragović.

## Vote
Le vote fut décidé entièrement par un panel de jurys nationaux. Les différents jurys furent contactés par téléphone, selon l'ordre de passage des pays participants. Chaque jury devait attribuer dans l'ordre 1, 2, 3, 4, 5, 6, 7, 8, 10 et 12 points à ses dix chansons préférées. Les points furent énoncés dans l’ordre ascendant, de un à douze.
Le superviseur délégué sur place par l'UER fut Frank Naef . Aux salutations d'Åse Kleveland, il répondit : « Je crois qu'il y a vingt ans, à Luxembourg, vous avez obtenu une merveilleuse troisième place à ce Concours Eurovision, pour la Norvège. Le hasard du tirage au sort faisant bien les choses, nous avons précisément Luxembourg en ligne pour le premier pays qui vote. »
Dès le deuxième vote, celui du jury yougoslave, la Belgique s'empara de la tête et mena ensuite le vote jusqu'à la fin.
Le porte-parole du jury néerlandais fut le seul à faire un commentaire durant la procédure. Après avoir attribué un point à la Finlande, deux à la Norvège, trois à la Suède, quatre au Danemark et cinq à l'Islande, il ajouta : « That must be enough for Scandinavia, I think. »

## Résultats
Ce fut la première victoire de la Belgique au concours. Désormais, tous les pays qui avaient participé à la première édition, en 1956, avaient remporté au moins une fois le concours.
Deux records furent établis. Premièrement, la Belgique obtint le score final de 176 points, dépassant ainsi les 164 points obtenus par le Royaume-Uni en 1976. Ce record sera battu en 1993, lorsque l'Irlande obtint 187 points. Deuxièmement, la Belgique remporta la victoire, trente ans après sa première participation. Ce record ne sera battu qu'en 2006, lorsque la Finlande gagna le concours, quarante-cinq ans après ses débuts.
Sandra Kim reçut le trophée de la victoire des mains de Rolf Løvland, Hanne Krogh et Elisabeth Andreassen, gagnants de l'année précédente. Åse Kleveland et Sandra Kim échangèrent alors quelques mots : 

- Åse Kleveland : Tu as été le chouchou de toutes les répétitions. Tu t'attendais à gagner ? 

- Sandra Kim : Non. 

- Åse Kleveland : Vraiment ? 

- Sandra Kim : Un peu. 

- Åse Kleveland : Enfin, tu as mérité une grande glace, n'est-ce pas ? 

Åse Kleveland expliqua alors, que durant la semaine des répétitions, Sandra Kim s'était fait particulièrement remarquer par sa passion pour les crèmes glacées.
Ce fut la deuxième fois dans l'histoire du concours, après 1962, que trois chansons en français terminèrent aux trois premières places.
| Ordre | Pays        | Artiste(s)                  | Chanson                              | Langue       | Place | Points |
| ----- | ----------- | --------------------------- | ------------------------------------ | ------------ | ----- | ------ |
| 01    | Luxembourg  | Sherisse Laurence           | L'amour de ma vie                    | Français     | 3     | 117    |
| 02    | Yougoslavie | Doris Dragović              | Željo moja                           | Serbo-croate | 11    | 49     |
| 03    | France      | Cocktail Chic               | Européennes                          | Français     | 17    | 13     |
| 04    | Norvège H T | Ketil Stokkan               | Romeo                                | Norvégien    | 12    | 44     |
| 05    | Royaume-Uni | Ryder                       | Runner in the Night                  | Anglais      | 7     | 72     |
| 06    | Islande     | ICY                         | Gleðibankinn                         | Islandais    | 16    | 19     |
| 07    | Pays-Bas    | Frizzle Sizzle              | Alles heeft ritme                    | Néerlandais  | 13    | 40     |
| 08    | Turquie     | Klips ve Onlar              | Halley                               | Turc         | 9     | 53     |
| 09    | Espagne     | Cadillac                    | Valentino                            | Espagnol     | 10    | 51     |
| 10    | Suisse      | Daniela Simons              | Pas pour moi                         | Français     | 2     | 140    |
| 11    | Israël      | Moti Giladi & Sarai Tzuriel | Yavoh Yom (יבוא יום)                 | Hébreu       | 19    | 7      |
| 12    | Irlande     | Luv Bug                     | You Can Count On Me                  | Anglais      | 4     | 96     |
| 13    | Belgique    | Sandra Kim                  | J'aime la vie                        | Français     | 1     | 176    |
| 14    | Allemagne   | Ingrid Peters               | Über die Brücke geh'n                | Allemand     | 8     | 62     |
| 15    | Chypre      | Elpída                      | Tóra Zo (Τώρα ζω)                    | Grec         | 20    | 4      |
| 16    | Autriche    | Timna Brauer                | Die Zeit ist einsam                  | Allemand     | 18    | 12     |
| 17    | Suède       | Lasse Holm & Monica Törnell | E' de' det här du kallar kärlek?     | Suédois      | 5     | 78     |
| 18    | Danemark    | Lise Haavik & Trax          | Du er fuld af løgn                   | Danois       | 6     | 77     |
| 19    | Finlande    | Kari Kuivalainen            | Päivä kahden ihmisen (Never the End) | Finnois      | 15    | 22     |
| 20    | Portugal    | Dora                        | Não sejas mau para mim               | Portugais    | 14    | 28     |

## Seconde controverse

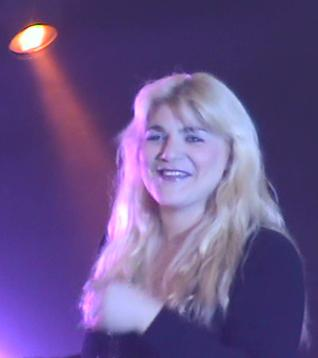
Sandra Kim en 2011

Avant le concours et durant les répétitions, la délégation belge et le manager de Sandra Kim déclarèrent que la jeune fille était âgée de quinze ans. Or Kim avait en réalité treize ans. Tous pensaient que son très jeune âge pourrait être un obstacle à sa réussite au concours,. La vérité fut révélée après la victoire de Kim et entraîna une demande officielle de disqualification auprès de l'UER, de la part de la télévision publique suisse. Cette plainte n'aboutit jamais, le règlement du concours ne prévoyant alors aucune limite d'âge des participants. Ce n'est qu'à partir de 1990 qu'il fut imposé aux candidats d'avoir au minimum seize ans, le jour de leur participation. Cette décision mènera en 2003 à la création du concours Eurovision de la chanson junior. Par conséquent, Sandra Kim demeurera à jamais, sauf changement des règles, la plus jeune interprète à avoir gagné le concours.

## Anciens participants
| Artiste                       | Pays     | Année(s) précédente(s)       |
| ----------------------------- | -------- | ---------------------------- |
| Elpída                        | Chypre   | 1979 (pour la Grèce)         |
| John Hatting (membre de Trax) | Danemark | 1982 (comme membre de Brixx) |

## Tableau des votes
| Drapeau du Luxembourg                             | Drapeau de la République fédérative socialiste de Yougoslavie | Drapeau de la France | Drapeau de la Norvège | Drapeau du Royaume-Uni | Drapeau de l'Islande | Drapeau des Pays-Bas | Drapeau de la Turquie | Drapeau de l'Espagne | Drapeau de la Suisse | Drapeau d’Israël | Drapeau de l'Irlande | Drapeau de la Belgique | Drapeau de l'Allemagne | Drapeau de Chypre | Drapeau de l'Autriche | Drapeau de la Suède | Drapeau du Danemark | Drapeau de la Finlande | Drapeau du Portugal | Total |     |
| Pays                                              |                                                               |                      |                       |                        |                      |                      |                       |                      |                      |                  |                      |                        |                        |                   |                       |                     |                     |                        |                     |       |     |
| Luxembourg                                        |                                                               | 5                    | 8                     | 12                     | 8                    | 1                    | 8                     | –                    | –                    | 2                | 4                    | 7                      | 10                     | 12                | 8                     | 10                  | 10                  | 2                      | 4                   | 6     | 117 |
| Yougoslavie                                       | 2                                                             |                      | –                     | –                      | 7                    | 5                    | 7                     | 3                    | 3                    | –                | 1                    | 3                      | 4                      | –                 | 12                    | 1                   | 1                   | –                      | –                   | –     | 49  |
| France                                            | –                                                             | –                    |                       | 3                      | –                    | –                    | –                     | –                    | –                    | 7                | –                    | –                      | –                      | –                 | –                     | –                   | 3                   | –                      | –                   | –     | 13  |
| Norvège                                           | –                                                             | –                    | 4                     |                        | –                    | 4                    | 2                     | –                    | –                    | 6                | –                    | 6                      | 5                      | 6                 | 6                     | –                   | –                   | 5                      | –                   | –     | 44  |
| Royaume-Uni                                       | 4                                                             | –                    | 10                    | 6                      |                      | –                    | –                     | 6                    | 2                    | 4                | 2                    | –                      | –                      | 5                 | 2                     | 3                   | 8                   | 8                      | 10                  | 2     | 72  |
| Islande                                           | –                                                             | –                    | –                     | –                      | –                    |                      | 5                     | 2                    | 6                    | –                | –                    | –                      | –                      | –                 | 4                     | –                   | 2                   | –                      | –                   | –     | 19  |
| Pays-Bas                                          | 1                                                             | 2                    | –                     | –                      | –                    | –                    |                       | 7                    | 1                    | –                | 8                    | –                      | –                      | 10                | 1                     | –                   | –                   | –                      | 3                   | 7     | 40  |
| Turquie                                           | 6                                                             | 12                   | –                     | –                      | 2                    | –                    | 6                     |                      | –                    | 8                | 3                    | –                      | 6                      | 8                 | –                     | 2                   | –                   | –                      | –                   | –     | 53  |
| Espagne                                           | 7                                                             | 4                    | 6                     | –                      | 1                    | 2                    | –                     | 8                    |                      | 1                | –                    | 5                      | 3                      | –                 | –                     | 7                   | –                   | 3                      | 1                   | 3     | 51  |
| Suisse                                            | 12                                                            | 6                    | 7                     | 5                      | 5                    | 3                    | 12                    | 10                   | 4                    |                  | 12                   | 10                     | 12                     | –                 | 5                     | 4                   | 12                  | 4                      | 7                   | 10    | 140 |
| Israël                                            | –                                                             | –                    | 1                     | 1                      | –                    | –                    | –                     | –                    | –                    | 5                |                      | –                      | –                      | –                 | –                     | –                   | –                   | –                      | –                   | –     | 7   |
| Irlande                                           | 3                                                             | 8                    | 3                     | 2                      | –                    | 8                    | –                     | 5                    | 12                   | –                | 6                    |                        | 2                      | –                 | –                     | 12                  | 7                   | 12                     | 8                   | 8     | 96  |
| Belgique                                          | 10                                                            | 10                   | 12                    | 8                      | 10                   | 10                   | 10                    | 12                   | 10                   | 10               | 5                    | 12                     |                        | 1                 | 10                    | 6                   | 6                   | 10                     | 12                  | 12    | 176 |
| Allemagne                                         | 8                                                             | 1                    | –                     | –                      | 12                   | –                    | –                     | –                    | –                    | –                | –                    | 8                      | 7                      |                   | –                     | 8                   | 5                   | 7                      | 2                   | 4     | 62  |
| Chypre                                            | –                                                             | 3                    | –                     | –                      | –                    | –                    | –                     | –                    | –                    | –                | –                    | 1                      | –                      | –                 |                       | –                   | –                   | –                      | –                   | –     | 4   |
| Autriche                                          | –                                                             | –                    | –                     | –                      | –                    | –                    | –                     | –                    | –                    | –                | –                    | 2                      | 1                      | 2                 | –                     |                     | –                   | –                      | 6                   | 1     | 12  |
| Suède                                             | 5                                                             | 7                    | 2                     | 7                      | 3                    | 12                   | 3                     | –                    | 7                    | 12               | –                    | –                      | –                      | 4                 | –                     | 5                   |                     | 6                      | 5                   | –     | 78  |
| Danemark                                          | –                                                             | –                    | 5                     | 10                     | 6                    | 7                    | 4                     | –                    | 5                    | 3                | 10                   | 4                      | –                      | 7                 | 7                     | –                   | 4                   |                        | –                   | 5     | 77  |
| Finlande                                          | –                                                             | –                    | –                     | –                      | –                    | 6                    | 1                     | 1                    | –                    | –                | –                    | –                      | 8                      | 3                 | 3                     | –                   | –                   | –                      |                     | –     | 22  |
| Portugal                                          | –                                                             | –                    | –                     | 4                      | 4                    | –                    | –                     | 4                    | 8                    | –                | 7                    | –                      | –                      | –                 | –                     | –                   | –                   | 1                      | –                   |       | 28  |
| Le tableau suit l'ordre de passage des candidats. |                                                               |                      |                       |                        |                      |                      |                       |                      |                      |                  |                      |                        |                        |                   |                       |                     |                     |                        |                     |       |     |

## Télédiffuseurs
| Pays        | Télédiffuseur(s)           | Commentateur(s)                     | Porte-parole           |
| ----------- | -------------------------- | ----------------------------------- | ---------------------- |
| Allemagne   | Erstes Deutsches Fernsehen | Ado Schlier                         | Christoph Deumling     |
| Allemagne   | Deutschlandfunk            | Peter Urban                         | Christoph Deumling     |
| Autriche    | FS1                        | Ernst Grissemann                    | Tilia Herold           |
| Autriche    | Hitradio Ö3                | Hans Leitinger                      | Tilia Herold           |
| Belgique    | RTBF1                      | Patrick Duhamel                     | Jacques Olivier        |
| Belgique    | RTBF La Première           | ?                                   | Jacques Olivier        |
| Belgique    | BRT TV1                    | Luc Appermont                       | Jacques Olivier        |
| Belgique    | BRT Radio 2                | Julien Put & Herwig Haes            | Jacques Olivier        |
| Chypre      | RIK                        | Neophytos Taliotis                  | Anna Partelidou        |
| Chypre      | CyBC Radio 2               | Pavlos Pavlou                       | Anna Partelidou        |
| Danemark    | DR TV                      | Jørgen de Mylius                    | Bent Henius            |
| Danemark    | DR P3                      | Poul Birch Eriksen                  | Bent Henius            |
| Espagne     | TVE2                       | Antonio Gómez                       | Matilde Jarrín         |
| Finlande    | YLE TV1                    | Heikki Harma & Kari Lumikero        | Solveig Herlin         |
| Finlande    | YLE Radio Suomi            | Heimo Holopainen & Erkki Vihtonen   | Solveig Herlin         |
| France      | Antenne 2                  | Patrice Laffont                     | Patricia Lesieur       |
| France      | France Inter               | Julien Lepers                       | Patricia Lesieur       |
| Irlande     | RTÉ1                       | Gerry Ryan                          | John Skehan            |
| Irlande     | RTÉ Radio 1                | Mike Murphy                         | John Skehan            |
| Israël      | Télévision Israélienne     | pas de commentateur                 | Yitzhak Shim'oni       |
| Israël      | Reshet Gimel               | Daniel Pe'er                        | Yitzhak Shim'oni       |
| Islande     | Sjónvarpið                 | Þorgeir Ástvaldsson                 | Guðrún Skúladóttir     |
| Luxembourg  | RTL Télévision             | Valérie Sarn                        | Frédérique Ries        |
| Luxembourg  | RTL Radio                  | André Torrent                       | Frédérique Ries        |
| Norvège     | NRK                        | Knut Bjørnsen                       | Nina Matheson          |
| Norvège     | NRK P1                     | Erik Diesen & Sverre Christophersen | Nina Matheson          |
| Pays-Bas    | Nederland 1                | Leo van der Goot                    | Joop van Zijl          |
| Portugal    | RTP1                       | Fialho Gouveia                      | Margarida Andrade      |
| Portugal    | RDP Antena 1               | Fialho Gouveia                      | Margarida Andrade      |
| Royaume-Uni | BBC1                       | Terry Wogan                         | Colin Berry            |
| Royaume-Uni | BBC Radio 2                | Ray Moore                           | Colin Berry            |
| Suède       | SVT TV1                    | Ulf Elfving                         | Agneta Bolme-Börjefors |
| Suède       | SR P3                      | Jacob Dahlin                        | Agneta Bolme-Börjefors |
| Suisse      | TSR                        | Serge Moisson                       | Michel Stocker         |
| Suisse      | SF DRS                     | Bernard Thurnheer                   | Michel Stocker         |
| Suisse      | TSI                        | Ezio Guidi                          | Michel Stocker         |
| Turquie     | TRT                        | Fatih Orbay & Bülend Özveren        | Ümit Tunçağ            |
| Turquie     | TRT Radyo 3                | Bülent Osma                         | Ümit Tunçağ            |
| Yougoslavie | TVB 1                      | Mladen Popović                      | Enver Petrovci         |
| Yougoslavie | TVZ 2                      | Oliver Mlakar                       | Enver Petrovci         |
| Yougoslavie | TVL 2                      | Miša Molk                           | Enver Petrovci         |